# Pfarrkirche Wald in Pyhra

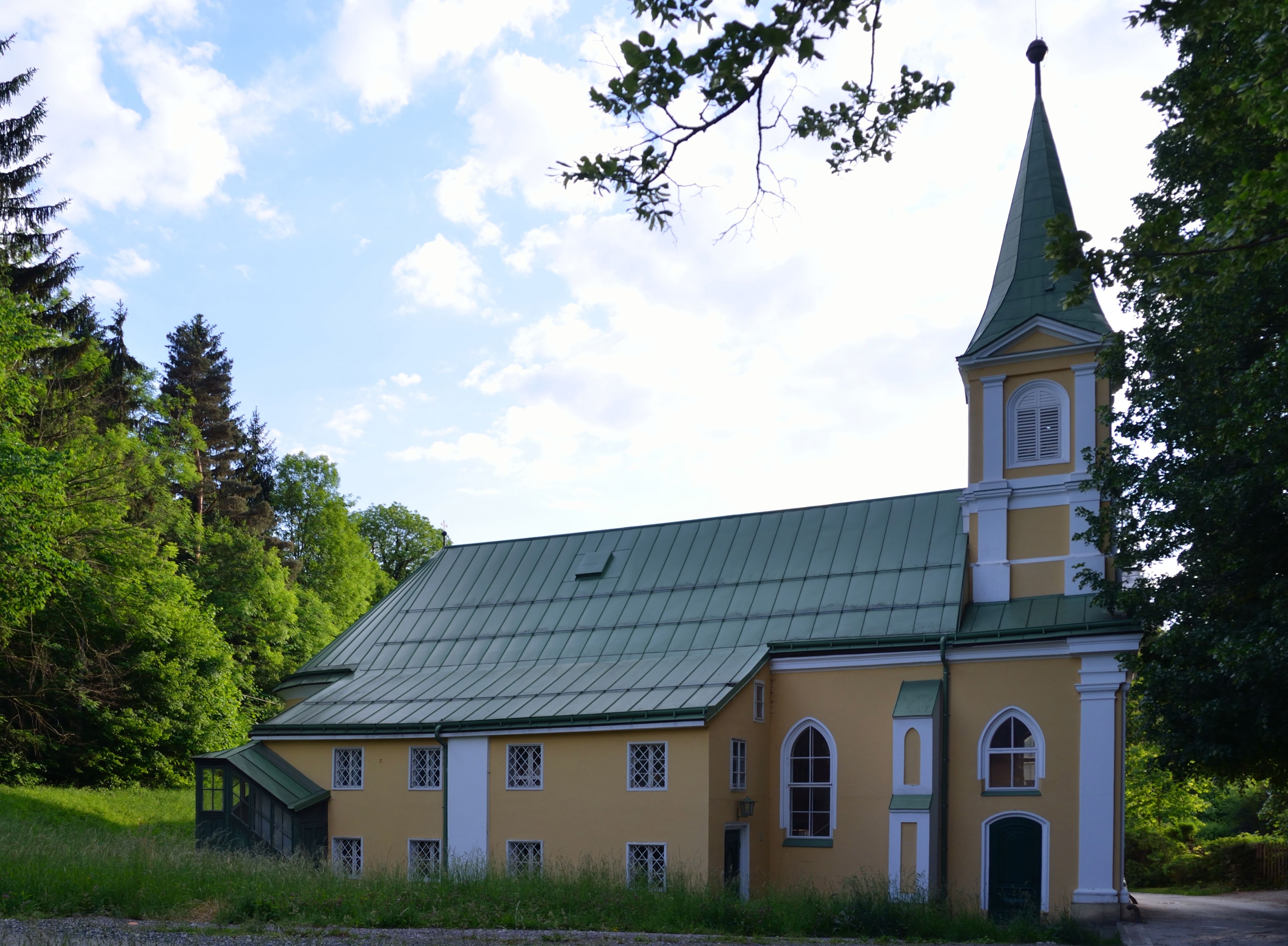
Katholische Pfarrkirche Mariä Himmelfahrt in Wald in Pyhra

Die römisch-katholische Pfarrkirche Wald steht neben dem Schloss Wald in der Schlosssiedlung Wald in der Marktgemeinde Pyhra im Bezirk St. Pölten-Land in Niederösterreich. Die dem Patrozinium Mariä Himmelfahrt unterstellte Pfarrkirche gehört zum Dekanat Neulengbach in der Diözese St. Pölten. Die Kirche steht unter Denkmalschutz (Listeneintrag).

## Geschichte
Wald war 1837 eine Pfarrlokalie der heutigen Filialkirche Außerkasten (St. Peter am Anger). 1840 wurde Wald zur Pfarre erhoben.
Die 1837 erbaute Kirche wurde 1838 geweiht. 1866 wurde ostseitig eine Sakristei angebaut und 1869 ein Aufgang zum Oratorium erbaut. Ab 1874 erhielt die Kirche neue Gewölbe und eine neue Ausstattung. 1878 wurde der Turmaufsatz errichtet. 1995 wurde die Kirche restauriert.

## Architektur
Der neugotische Kirchenbau mit einem halbrund schließenden Südchor und einen vorgestellten Nordturm.
Das Kirchenäußere zeigt ein Langhaus und Chor unter einem Sattel- und Halbkegeldach mit einer neoklassizistischen Fassadengestaltung mit Strebepfeilern und Spitzbogenfenstern. Das Langhaus hat seichte querhausartige Erweiterungen. Die nördliche Eingangsfront ist durch Pilaster dreiachsig gegliedert und in zwei Zonen großflächig durchfenstert, darüber befindet sich ein Dreiecksgiebel und darüber ein zweigeschoßiger Turmaufsatz mit rundbogigen Schallfenstern, er trägt über einem Giebelkranz ein Spitzdach.
Das Kircheninnere zeigt das Langhaus unter einer 1874 offenen trapezförmigen Bretter-Dachkonstruktion, nachdem das schadhafte Gewölbe entfernt war. Die Balkonempore steht auf zwei gusseisernen Säulen. Der Chor hat ostseitig ein verglastes Oratorium. Die Wände und Decken der Kirche sind holzverkleidet, teils mit Schnitzwerk und konsoltragenden gedrehten Säulen, die Fenster sind durch säulengetragene Kleeblattgiebel überdacht.
Die ornamentale Glasmalerei im Chor entstand im Ende des 19. Jahrhunderts.

## Einrichtung
Die einheitliche neugotische Einrichtung entstand von 1888 bis 1893.
Den Hochaltar mit einer prunkvollen dreiteiligen Baldachinarchitektur schuf Josef Kepplinger, er trägt eine zentrale Gruppe Mariä Himmelfahrt flankiert von Statuen der Heiligen Vitus und Urban, der Tabernakel zeigt das Relief Pelikan nährt seine Jungen flankiert von Engelsstatuen in Nischen, davor steht frei die Statue Christus Salvator, der Altartisch zeigt Reliefs Opferung Isaaks und Melchisedeks. Der Volksaltar entstand 1985.
Der Seitenaltar mit einem schlichten Altartisch beinhaltet ein Heilig-Grab und zeigt an der Schauseite das Relief Lamm Gottes, den Tabernakel flankieren Engelsfiguren, auf dem Tabernakel steht eine Kreuzigungsgruppe mit Maria und Johannes.
Die polygonale Hängekanzel schuf Leopold Hofer 1893, sie zeigt am Korb Reliefs Christus als Lehrer und die Vier Evangelisten. Die Kreuzwegbilder aus 1854 wurden von Ferdinand Andri 1892 restauriert. Die Statuen Herz Jesu und Herz Mariä schuf Josef Rifesser 1891, er schuf auch 1911 eine reich gestaltete geschnitzte Krippe.
Die Orgel baute Max Jakob 1908. Eine Glocke nennt Bernhard Lissiak 1794. Zwei Glocken goss Josef Pfundner 1952.

## Grabdenkmäler
- Westlich am Langhaus, vom Friedhof hierher übertragen, ein Grabstein zu Hubert Graf Harnoncourt-Unverzagt um 1850.
- Im Oratorium gibt es Gedenktafeln zu Sophie Gräfin Harnoncourt-Unverzagt 1859 und zu Franziska Tumma 1911.